# Goliat
Goliat (рус. Голиаф) — первый румынский ИСЗ, разработанный Университетом Бухареста при поддержке Румынского национального космического агентства и Румынского института космических исследований при финансировании из национального бюджета. В Румынии были разработаны все этапы типичного космического проекта: проектирование, строительство, интеграция, анализ и тестирование. Разработчики также подготовили наземную инфраструктуру, необходимую для радиосвязи со спутником. Является типичным «CubeSat» спутником.
Сгорел в атмосфере 02.01.2015. Миссия продолжалась 1054 дней.

## Научное оборудование и цели миссии

### Основной список оборудования спутника
- DOSE-N — сцинтилляционный счётчик, предназначенный для измерения суммарной дозы излучения внутри спутника. Набор данных будет состоять из величины дозы и позиции (включая время), где это значение было измерено.
- CICLOP — 3-мегапиксельная цифровая камера с набором линз для наблюдения Земли, в частности, территории Румынии.
- SAMIS — это датчик, который будет учитывать воздействие микрометеоритов и измерения их кинетическую энергию, чтобы оценить их количество и скорость. Данные о каждом ударе будут обрабатываться на наземной станции.

После завершения первой стадии операции разработчики начнут получать и анализировать данные. SAMIS и DOSE-N добавит знаний о радиации и микрометеоритах на низкой околоземной орбите. CICLOP будет тестировать возможность использования пикоспутников для контроля поверхности с возможностью использования для сельского хозяйства, геополитики и ликвидации последствий стихийных бедствий и их мониторинга, а также для информирования общественности. Изображения будут выполняться в определённых местах и публиковаться на сайте проекта.

### CICLOP
Представляет собой фотоаппарат, состоящий из 3 основных частей:
1. матрица;
2. процессор обработки;
3. набор линз (объектив).

Разработан компанией Devitech и делает фотографии в формате 4:3 с чувствительностью 3 Mpix. Разрешение может быть снижено.
Процессор двухъядерный, тактовая частота 600 МГц, кэш-памятью 8 Мбайт, ОЗУ 64 Мбайт, сжатие в формат JPEG под управлением μClinux. Объектив закреплён на наружной части корпуса, его перископическая форма позволяет снимать с 60° углом обзора. При высоте орбиты в 600 км будет достигнуто разрешение 25 м на пиксель.

### SAMIS
Один из экспериментов спутника по изучению микрометеоритов. Главная часть — пьезоплёнка размером 50×37 мм, закреплённая на Z-стороне аппарата. Каждое столкновение микрометеоритов с плёнкой-сенсором будет генерировать электрический импульс пропорционально кинетической энергии микрометеорита. Сформированный сигнал проходит через усилитель сигнала и АЦП бортового компьютера, а затем передаётся на Землю. В отличие от двух других экспериментов данные будут поступать постоянно, но только сигналы выше пороговых значений будут переданы на Землю немедленно, остальные — накапливаться по мере поступления, затем передаваться на Землю в виде усреднённой картины. Оценка потока микрометеоритов будет использована для уточнения данных по орбите спутника. До запуска спутника были проведены успешные испытания с моделями микрометеоритов размером 10 мкм.

### DOSE-N
Эксперимент по измерению радиоактивного излучения на орбите спутника. Данные будут регулярно передаваться на Землю. Представляет собой фотоэлемент и диод, включающий в себя основу с сцинтилляторной пластиной. Космическое излучение, взаимодействуя со сцинтиллятором, будет генерировать фотоны с длиной волны в активной спектральной области диода. Электрический импульс порождённых диодом будет пропорционален дозе излучения, и коэффициент пропорциональности определяется калибровкой измерительной цепи с известным источником излучения. Диод и сцинтилляционный материал монтируются на печатной плате внутри спутника, рядом с магнитометром и процессором фотоаппарата.

## Конструкция
Спутник основан на платформе «CubeSat» с использованием процессора MSP430.

### Коммуникационная система
Для спутника была выбрана система с двумя антеннами: одна работает в ультракоротковолновом диапазоне на частоте 437МГц (длина волны ~ 70 см радиолюбительского диапазона) и служит маяком, другая для передачи данных в широкополосном диапазоне на частоте 2,4 ГГц (ISM-диапазон). С целью резервирования антенны работают независимо друг от друга и от разных процессоров — модуль данных работает на базе процессора MSP430, контролирующим спутник, а маяк — от MSP430, контролирующим проведение научных экспериментов. Первоначально планировалось, что маяк будет использоваться только для передачи телеметрии через определённые промежутки данных, однако избыточность протокола позволит передавать абсолютно все данные со спутника за счёт скорости передачи данных.
MHX-2400 антенна в первую очередь передаёт данные полезной нагрузки и данные о состоянии различных подсистем. Хотя задокументированная скорость передачи данных составляет 9 600 бит/с при мощности 1 Вт разработчики сообщают о том, что реальная скорость может достигать 115 кбит/с.
Крайне важную роль для коммуникационной системы играют обе антенны и механизм их развёртки. Если на частоте 2,4 ГГц (~ 30 мм) четвертьволновые монопольные антенны могут быть установлены по обе стороны спутника, аналогичная антенна 437 МГц будет ~ 160 мм, то есть значительно больше, чем 100 мм длина стороны спутника. Механизм развёртки активируется сразу же после отделения спутника от разгонного блока.

### Система электропитания
Система электропитания состоит из 18 (галлий, индий, мышьяк) солнечных батарей с 24 % эффективностью обеспечивает полностью потребность спутника в электроэнергии. Ячейки батарей соединены последовательными парами в 9 параллельных соединений с включением диода в цепь во избежание замыкания. Электроэнергия сверх необходимой (2 Вт) аккумулируется в двух 1 А·ч литий-ионных аккумуляторах BQ2405, соединённых последовательно.
Система работает как пинг-понг: при работе от солнечных батарей избыток мощности поступает на зарядку аккумуляторов, а от них уже через преобразователь на подсистемы спутника. Эта архитектура была разработана для подавления шума, производимого преобразователем постоянного тока при соединении батарей напрямую, влияющего на показания микрометеоритного детектора. При выходе аккумулятора из строя имеется возможность подключения батарей напрямую.

### ADCS
Система контроля и определения ориентации (ADCS) не является жизненно важной для функционирования спутника, так как полезная нагрузка на борту выполняет вторичные цели проекта. Требования надёжности и простоты данной системы были выполнены в полном объёме. Поэтому систему разделили на две части — систему ориентации и систему контроля. Первая включает в себя трёхосный магнитометр и GPS-модуль. Данные с GPS-модуля (высота, широта, долгота) будут включены в IGRF (Международный справочник геомагнитного поля), а также значения магнитного поля для данных координат пространства. Данные будут сравниваться с данными бортового магнитометра и будет вычислена ориентация спутника в пространстве, а также угла склонения (D) и наклона (I). Использование GPS-приёмника позволяет реализовать резервный алгоритм вычисления пространственного положения спутника с использованием кеплеровских элементов орбиты — два линейных элемента NORAD, загружаемые с наземной станции.
Система ориентации представляет собой двухосную реакционную колёсную систему. Эта система высокого уровня космической динамики. Полученные данные будут полезны с образовательной точки зрения. Демонстрация функциональности замкнутой обратной реакции контроллера цикла будет настоящим успехом для спутника. Телеметрические данные, полученные по этой подсистеме являются необходимыми для исследований по космической динамике.

## Наземная станция
На Земле были смонтированы две радиостанции:
1. 437 МГц станция департамента физики Университета Бухареста, недалеко от Бухареста;
2. 2,4 ГГц станция в удалённом месте в Карпатах, возле Клуж-Напока, Румыния.

Радиостанция в Бухаресте функционирует с 2007 года, когда она использовалась для аналогичных спутников из Японии и Германии. А другая ни разу не испытывалась, так как 2,4 ГГц достаточно редкий диапазон для спутников. Использование одновременно двух станций позволяет повысит шанс и качество связи с аппаратом.

## Запуск
Запуск был осуществлён ракетой-носителем «Вега» с космодрома Куру 13 февраля 2012 года в качестве вторичной нагрузки. Данные орбиты: Полярная орбита высотой 354 км х 1450 км, наклонение = 71°, период обращения = 103 минут (14 оборотов / сутки). Около 75 % орбиты в солнечном свете.